# عبد الستار الطويلة
عبد الستار الطويلة (1928 - 9 فبراير 1998) هو صحفي وكاتب مصري.

## حياته ونشأته
مواليد 1928 بقرية سنتريس بمحافظة المنوفية. تخرج من كلية الحقوق جامعة عين شمس واتجه للعمل الصحفي وكان سياسياً يسارياً واعتقل أكثر من مرة في عهود مختلفة.
توفي عام 1998 بعد صراع طويل مع المرض عن عمر يناهز 70 سنة. أمر حسني مبارك (الرئيس المصري وقتها) بعلاجه على نفقة الدولة في باريس – فرنسا حيث قضى هناك أكثر من ثلاثة شهور وعاد ليتوفى بعد أسبوع من عودته.

## بدايته
أثناء دراسته بكلية الحقوق عمل بالصحافة في مجلة «روزاليوسف» و«العمل» 1946. كان ضمن طلبة الجامعة الذين تعرضوا لخطورة حادثة كوبري عباس عام 1946 في عهد وزارة النقراشي، تسبب عمله الصحفي أثناء دراسته في تأخر تخرجه. بدأ العمل بعد التخرج في مجلة روزاليوسف  وأقنعه أحمد شوقي الخطيب بالانضمام إلى التنظيمات اليسارية، وقد تقلب بين هذه التنظيمات فانتقل من «حدتو» إلى «طليعة العمال» إلى «الحزب الشيوعي المصري». دفع ثمن هذا الانتماء الفكري، وأمضى في سجون العهد الملكي نحو ثماني سنوات.

## الطويلة يهاجم أم كلثوم وحركة الجيش
كتب عبد الستار الطويلة بعد أشهر قليلة من حركة يوليو 1952 مقالا في مجلة روز اليوسف الاسبوعية هاجم فيها أم كلثوم ووصف من يستمع لأغانيها بأنهم مجموعة من الحشاشين. وفي اليوم التالي من نشر المقال هاتفه شخص قال لعامل الهاتف: أنه مواطن عادي وأصر على أن يتحدث مع عبد الستار الطويلة نفسه، وأمسك الطويلة بسماعة التليفون وبعد التحية والسلام قال له هذا المواطن لماذا تهاجم أم كلثوم وتتهم كل من يستمع اليها بأنهم مجموعة من الحشاشين؟
وأجاب الطويلة: نعم..نعم... أنا قلت وهم جماعة من الحشاشين فعلا وسأواصل الهجوم عليهم. ورد المتحدث: أنا أحب أن أستمع إلى أم كلثوم. وأجاب الطويلة سريعا: تبقى أنت حشاش. ورد المتحدث: أنا جمال عبد الناصر 

## حياته في ظل حركة الجيش
قامت حركة الجيش في يوليو 1952، واصطدم عبد الستار الطويلة بهم بعد إعدام مصطفى خميس ومحمد البقري في نفس العام، وترتب على ذلك اعتقال الكثيرين وتقديمهم للمحاكمة في قضيتين شيوعيتين في يوليو 1953، حين طالب هؤلاء بالديموقراطية الليبرالية، بينما كان عبد الناصر يرى أن عودة الديموقراطية الليبرالية تسمح بعودة العهد الملكي، واتسعت هوة الخلاف بين الفريقين.
قامت الوحدة المصرية - السورية  بشروط عبد الناصر بإلغاء الحياة الحزبية في سورية، بما يعني إنهاء نشاط الحزب الشيوعي السوري، بينما كان الشيوعيون المصريون يدعمون موقف هذا الحزب، ولم ينسى أو يغفر نظام عبد الناصر لهم هذه المساندة، وبدأ حملة اعتقالات للشيوعيين واسعة النطاق من يناير 1959، شملت أكثر من سبعمائة من الشيوعيين وغيرهم.

## الطويلة في المعتقل
كان عبد الستار الطويلة بين المعتقلين عام 1959، وتأخر إعتقاله عن زملائه، الأمر الذي أحرجه بين هؤلاء الزملاء، وقال محمود السعدني - كان يعدهم بأنه سيحل ضيفاً على المعتقل في القريب العاجل. وهذا ما حدث حيث تم اعتقاله وإيداعه في زنزانة واحدة مع محمود السعدني وأسعد حليم وعزب شطا في معتقل الفيوم، ثم تم نقلهم إلى معتقل الواحات الخارجة. كاد عبد الستار الطويلة أن يلقى حتفه ويموت أبشع ميتة أثناء ترحيله، ففي محطة «المواصلة» وهي بلدة صغيرة في أعماق صعيد مصر، كان يُنقل اليها المعتقلون المعارضون للسلطة، ليُنقلوا إلى قطار آخر إلى الواحات الخارجة على بُعد أكثر من مئتي كيلو متر في قلب الصحراء، حين وصلت الدفعة التي فيها عبد الستار الطويلة، وبدأت إجراءات نزولهم من العربة. بدأ القطار يتحرك فجأة، بينما كانت مجموعة كبيرة مازالت داخل العربة، ولما كان الجميع مربوطين بسلسلة واحدة، فقد أخذ المعتقلون الذين نزلوا من القطار يجرون بجواره، لعجزهم عن التخلص من السلسلة التي تربطهم بزملائهم داخل القطار، وكان منهم عبد الستار الطويلة، وأخذت صيحاتهم تتعالى بفزع طلباً لإيقاف القطار، فلما زاد القطار من سرعته سقط عبد الستار وزملاؤه على الأرض وأخذ القطار يسحبهم على الرصيف ثم على «الفلنكات» وهم يصطدمون بالزلط وخشب الفلنكات ويتوقعون أن تشدهم عجلات القطار وتقتلهم.
وصف عبد الستار الطويلة ما حدث قائلاً: "كانت رأسي تدور بالسرعة نفسها التي تدور بها عجلة القطار، وكان مصيري ومصير الأربعين الآخرين الذين يرتبطون بالسلسلة الواحدة، يتوقف على مدى قدرتي على الابتعاد عن عجلات الموت. ثم تدخلت المصادفة عندما تنبه خفير أحد المزارع لما يحدث فأطلق أعيرة نارية عدة نبهت السائق إلى المأساة التي تجري فأوقف القطار. على هذا النحو نجا عبد الستار الطويلة من الموت، ونجا معه الآخرون.
كان يتقبل التعذيب بشجاعة، وكتب محمود السعدني عن ذلك فقال: كان يقف في صف المعتقلين الذين أصيبوا بكسور في عظامهم من ضرب العصي الغليظة، وعندما تقدم الصف إلى المأمور الذي كان يجلس على مقعد، خاطبه المأمور قائلا: إن ما جرى له يستحقه بسبب أنه شيوعي فلما قال له السعدني إنه لم يكن في حياته شيوعيا، تقدم عبد الستار الطويلة الذي كان يقف خلفه، وأمّن على كلامه قائلا إنه يقول الصدق وإنه ليس شيوعياً، وعندما سأله المأمور عن ما إذا كان هو أيضا غير شيوعي، رد عبد الستار الطويلة: لا، أنا عضو في الحزب الشيوعي المصري. وسأله المأمور عن ما إذا كان أصيب بكسور، رد الطويلة قائلا: «نعم أنا عندي كسران في ذراعي»، ورد المأمور: تستاهل، الدور الجاي أكسر رقبتك.
قضى عبد الستار الطويلة خمس سنوات ونصف في المعتقل، وخرج في فبراير 1964، وعاد بعد عامين لمدة ستة أشهر أخرى.
بعد موت عبد الناصر في سبتمبر 1970، نسي عبد الستار الطويلة ما تعرض له من اعتقال وتعذيب في عهد عبد الناصر، وقف موقف الدفاع عنه في مجلة «روز اليوسف».

## علاقته مع السادات
وقف عبد الستار الطويلة موقف التأييد للسادات، ونال ثقته، وأثناء حرب 6 أكتوبر 1973، أصدر كتاب «حرب الساعات الست» في مارس 1974، في بيروت  واستدعاه السادات وطلب منه إعادة كتابة «حرب الساعات الست» في ضوء المعلومات العسكرية التي يمكنه الحصول عليها في برنامج «لقاءات مع قادة الجيش المصري وابطاله»، وأجرى الطويلة لقاءات مع 24 قائداً من قواد الجيش المصري الذين شاركوا في حرب أكتوبر وأصدر طبعة ثانية من الكتاب تعد مصدراً مهماً من مصادر تاريخ حرب 1973 وقامت بطباعته الهيئة المصرية للكتاب، فرع بيروت.
وعندما قام السادات بزيارة القدس، أيده الطويلة مثل باقي كتاب مجلة «روزاليوسف»، كما أيده عدد كبير من اليساريين، في حين عارض المبادرة حزب التجمع الوطني فانقسم اليسار بين مؤيد ومعارض.
أصدر الطويلة كتاب «السادات في إسرائيل: حرب ام سلام» عن دار التعاون في القاهرة وناقش فيه حجج الرافضين للمبادرة مناقشة واسعة النطاق، وألحق بالكتاب مجموعة مقالات الكتّاب اليساريين الذين أيدوها.
وعندما تكونت جبهة الرفض العربية أصدر الطويلة كتابه «رفض الرفض، حوار مع جبهة الرفض العربية» وناقش فيه المجالات الخمسة التي ركزت عليها حملات جبهة الرفض، وهي قضية فلسطين، ومصر والولايات المتحدة، والصداقة المصرية - السوفياتية، والانفتاح الاقتصادي، والوحدة العربية. وقام بتفنيد حجج المعارضين، واختتمه بعبارة «يا عرب العالم اتحدوا» على غرار عبارة كارل ماركس الشهيرة «يا عمال العالم اتحدوا». ثم أصدر كتاب «أزمة اليسار المصري» تعرّض فيه للانقسام الذي حدث في صفوف اليسار المصري بسبب مبادرة القدس، بنظرة نقدية موضوعية وتاريخية. وكتب عن القذافي: «القذافي ومصر - الممكن والمستحيل».
اقتنعت منظمة التحرير الفلسطينية بمنهج السادات في التفاوض، وأبرمت مع إسرائيل اتفاق غزة أريحا، وتبعها الأردن بإبرام الاتفاق الأردني - الإسرائيلي، وكتب الطويلة كتابه «من السادات إلى عرفات في اصطبل داود» عقد فيه مقارنة بين كامب ديفيد سنة 1979 وكامب ديفيد 1993 وقال: «لو كان أبو عمار وقع اتفاق كامب ديفيد 1979 لما كانت إسرائيل غزت لبنان لأن توقيع الاتفاق كان يفقد المقاومة الفلسطينية في جنوب لبنان المبرر لمواصلة كفاحها المسلح ضد إسرائيل. كما ان حل القضية الفلسطينية كان سيسهل حل مشكلة الجولان. فلا تجرؤ إسرائيل على ضمها كما فعلت.»
أصدر الطويلة كتابه «شركات توظيف الأموال» 1988  ولم يمنعه تأييده لمبادرة السادات من معارضة سياسته الداخلية، في ما يتصل بالانفتاح الاستهلاكي، وانقلابه على الديموقراطية، التي أخذ يوجه لها الضربات بعد أحداث 18 و19 يناير 1977 على النحو الذي عرّضه لغضب السادات، فأقصاه عن تمثيل مجلة «روز اليوسف» في رئاسة الجمهورية. ثم شرح فيما بعد منهج السادات بالتفصيل في كتاب له عنه صدر العام 1992 تحت عنوان «أنور السادات الذي عرفته» وأوضح طريقة تعامله مع الصحافيين عموما، وصدر عن هيئة الكتاب ويعد كتاباً وثائقيا.

## الطويلة في عهد مبارك
واصل عبد الستار الطويلة تأييد السياسة المصرية الخارجية وتأييد المعاهدة المصرية الإسرائيلية، مع تأييد القضايا العربية التحررية. وفي الوقت نفسه نقْد السياسة الداخلية المتجهة إلى خصخصة الاقتصاد المصري، انطلاقا من فكره اليساري، والوقوف إلى جانب توسيع رقعة الديمقراطية لتصل إلى مداها الليبرالي، ومهاجمة أي تصرف حكومي يستهدف الحريات أو يعتدي على حقوق الإنسان. كما كان الطويلة شديد الوطأة على التيار الديني، واتسعت مجالات الطويلة في الكتابة في الصحف والمجلات الأخرى، بالإضافة إلى «روز اليوسف»، فكتب في «الوفد» وفي «اخبار اليوم» وفي «المساء» وفي غيرها، وضم مقالاته في كتاب أصدرته هيئة الكتاب المصرية تحت عنوان «حكومة مدنية أم دينية» صدر العام 1996.